# Nanwang Shan
Nanwang Shan (chinesisch 難忘山 ‚Unvergesslicher Berg‘) ist ein Hügel an der Ingrid-Christensen-Küste des ostantarktischen Prinzessin-Elisabeth-Lands. Er ragt nordöstlich des Lake Jaques im Zentrum der Stinear-Halbinsel auf.
Chinesische Wissenschaftler benannten ihn 1993 im Zuge von Vermessungsarbeiten.